# سانتا کاترینا (کشتی)
سانتا کاترینا (کشتی) (به انگلیسی: Santa Catarina (ship)) یک کشتی تجاری از نوع (کرک (کشتی بادبانی)، ۱۵۰۰ تنی بود که توسط کمپانی هند شرقی هلند (همچنین به عنوان V.O.C شناخته شده) در فوریه ۱۶۰۳ در سنگاپور کشف و ضبط شد.